# Stawrowo (Białoruś)
Stawrowo (biał. Стаўрова; ros. Ставрово) – wieś na Białorusi, w obwodzie witebskim, w rejonie brasławskim, w sielsowiecie Dalekie.

## Historia
W czasach zaborów w granicach Imperium Rosyjskiego.
W dwudziestoleciu międzywojennym wieś leżała w Polsce, w województwie nowogródzkim (od 1926 w województwie wileńskim), w powiecie dziśnieńskim (od 1926 w powiecie brasławskim), w gminie Bohiń.
Według Powszechnego Spisu Ludności z 1921 roku wieś zamieszkiwało 275 osób, 49 było wyznania rzymskokatolickiego, 192 prawosławnego, 30 staroobrzędowego a 4 mojżeszowego. Jednocześnie 12 mieszkańców zadeklarowało polską przynależność narodową, 259 białoruską a 4 żydowską. Było tu 51 budynków mieszkalnych. W 1931 w 59 domach zamieszkiwało 315 osób.
Wierni należeli do parafii rzymskokatolickiej w Wasiewiczach i prawosławnej w Kozianach. Miejscowość podlegała pod Sąd Grodzki w Opsie i Okręgowy w Wilnie; właściwy urząd pocztowy mieścił się w Kozianach.